# Walenty Markowski

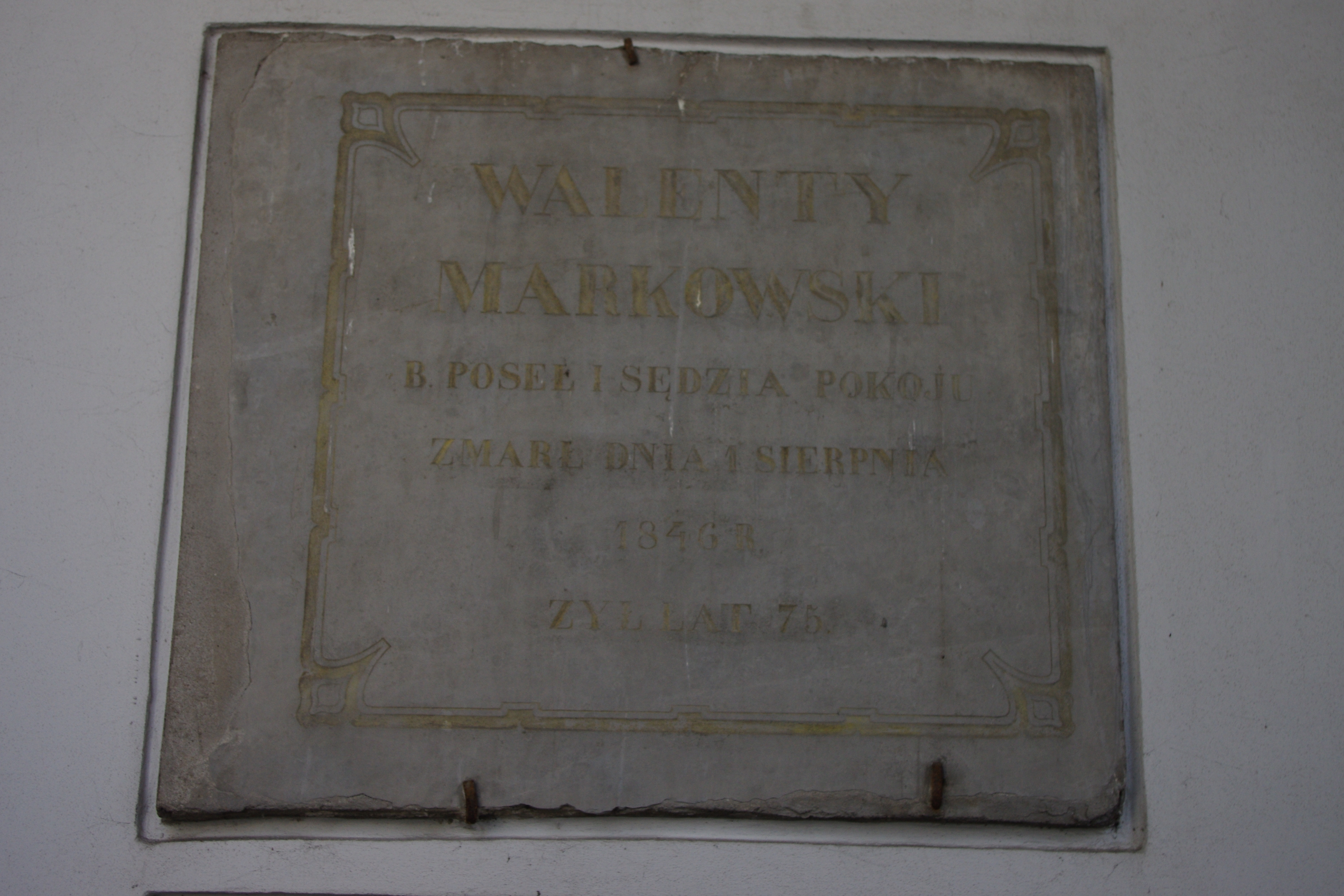
Grób posła i sędziego pokoju Walentego Markowskiego (1771-1846) w katakumbach warszawskiego cmentarza Powązkowskiego

Walenty Wincenty Fortunat Markowski herbu Bończa (ur. 1771 we Lwowie, zm. 1 sierpnia 1846 w Warszawie) – polski urzędnik, sędzia pokoju, poseł powiatu łukowskiego. 
Zięć regenta komisji Skarbu Koronnego, burgrabiego zamku warszawskiego – Marcina Chrzanowskiego. Był mężem Zuzanny Chrzanowskiej, dziedziczki folwarku Rudno.  
Pochowany w katakumbach na cmentarzu Powązkowskim w Warszawie (rząd 144-5).